# کافه مینامدانگ
کافه مینامدانگ (کره‌ای: 미남당; لاتین‌نویسی اصلاح‌شده: Minamdang) یک مجموعهٔ تلویزیونی کره جنوبی با بازی سو این گوک، اوه یون سو، کواک شی یانگ، کانگ می نا و کوان سو هیون است. این مجموعه بر پایهٔ رمان اینترنتی به نام مینامدانگ اثر جونگ جه ها است که به صورت سریالی‌شده در کاکائو پیج منتشر شد و برندهٔ جایزه بزرگ در مسابقه رمان اینترنتی در این پلتفرم شد. این مجموعه از ۲۷ ژوئن تا ۲۳ اوت ۲۰۲۲، روزهای دوشنبه و سه‌شنبه ساعت ۲۱:۵۰ (کی‌اس‌تی) از کی‌بی‌اس۲ پخش شد. همچنین برای استریم در نتفلیکس در مناطق منتخب در دسترس است.

## خلاصه داستان
این مجموعه حول محور اتفاقات مرموزی که توسط یک پروفایلر سابق که اکنون شمن شده و همکاران او تجربه شده‌است، می‌چرخد. همچنین داستان کافه‌ای مشکوک به نام کافه مینامدانگ و مشتریانش را برای ما بازگو می‌کند.

## بازیگران

### اصلی
- سو این گوک در نقش نام هان جون[۱۱]
- اوه یون سو در نقش هان جه هی[۸][۱۱]
- کواک شی یانگ در نقش گونگ سو چول[۱۲]
- کانگ می نا در نقش نام هه جون[۱۲]
- کوان سو هیون در نقش چا دو وون[۳][۱۲]